# Muzeum Kolei Wąskotorowej w Sochaczewie
Muzeum Kolei Wąskotorowej w Sochaczewie – oddział Stacji Muzeum (dawniej Muzeum Kolejnictwa w Warszawie). Muzeum posiada największy zbiór taboru wąskotorowego w Europie.

## Historia
Uzyskało status muzeum w 1984, ekspozycję otwarto 6 września 1986. Muzeum mieści się w siedzibie dawnej Powiatowej Kolei Sochaczewskiej uruchomionej w 1922. Zbiory zaczęto gromadzić 10 lat wcześniej, w 2022 roku liczyły ponad 200 jednostek z czego 163 znajdowało się na ekspozycji. Jedną z atrakcji muzeum jest możliwość przejechania zabytkowym składem do skraju Puszczy Kampinoskiej.

## Eksponaty[6][7]

### Parowozy (wybrane)
- Px29-1708 „Wilno”
- CK-1
- Tx 1958
- CT-8
- CT-7
- CK-22
- Tyb-3417
- T-7841
- CZ-4 (Ty 10914)
- CBK-8
- Tx28-1274 "Wisła"
- Px49 (1794,1796,1797)
- Px48 (1739,1748,1755,1771)
- Pw53-1980
- Tw53-2565 "Górny Śląsk"
- Kp4-1
- Kp4-3760
- T/b/ 4688 (bezogniowy)
- Ty6-3286
- Ty6-3284
- Txb5-1431
- Tyb 6452
- Ty-1162
- HF Tx-1958
- Py4-741
- Las 6 (Ty 830)
- Las CG2
- Las Ty1762
- Hutnik nr 2

### Elektrowozy
- EL 05

### Spalinowozy
- 2WLs50-1630
- Lyd1: 222 oraz 226 i WLs150 (prototyp)
- CBK3 (WLs75)
- WLs75 (63,71,78)
- Lyd1-222

### Pozostałe pojazdy szynowe
- wagon kolei konnej w Mrozach
- drezyna motorowa DKp101

## Pozostałe informacje
- teren muzeum stanowi plener dla produkcji filmowych i teledysków[8]
- wszystkie zegary na terenie muzeum wskazują 15:35 – jest to godzina o której wyjechał z Sochaczewa ostatni pociąg pasażerski Powiatowej Kolei Sochaczewskiej (30 listopada 1984)
- w muzeum znajduje się salonka Wojciecha Jaruzelskiego[9]

## Galeria

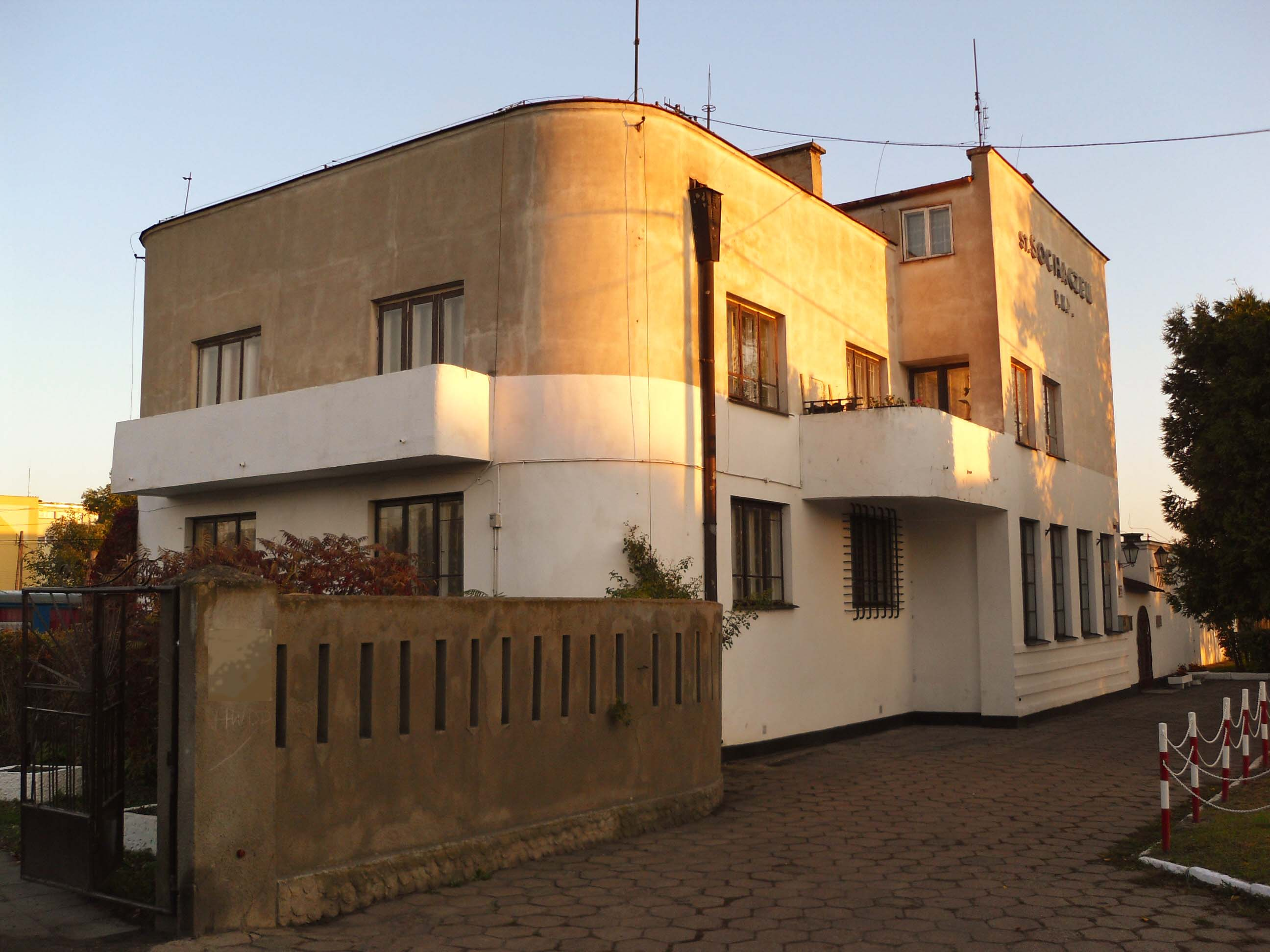
Dworzec kolei wąskotorowej
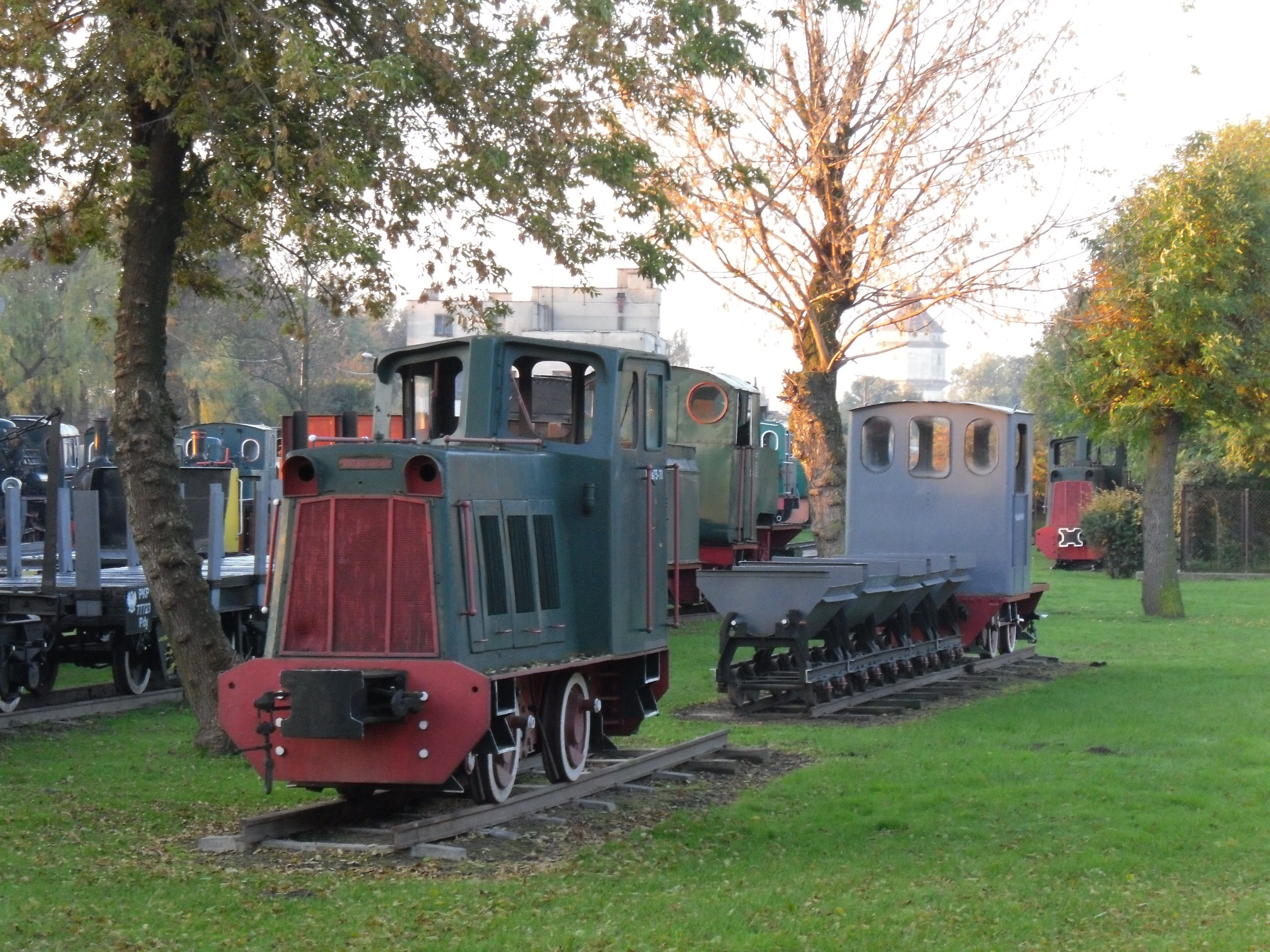
Ekspozycja muzealna (na pierwszym planie lokomotywa WLs75)
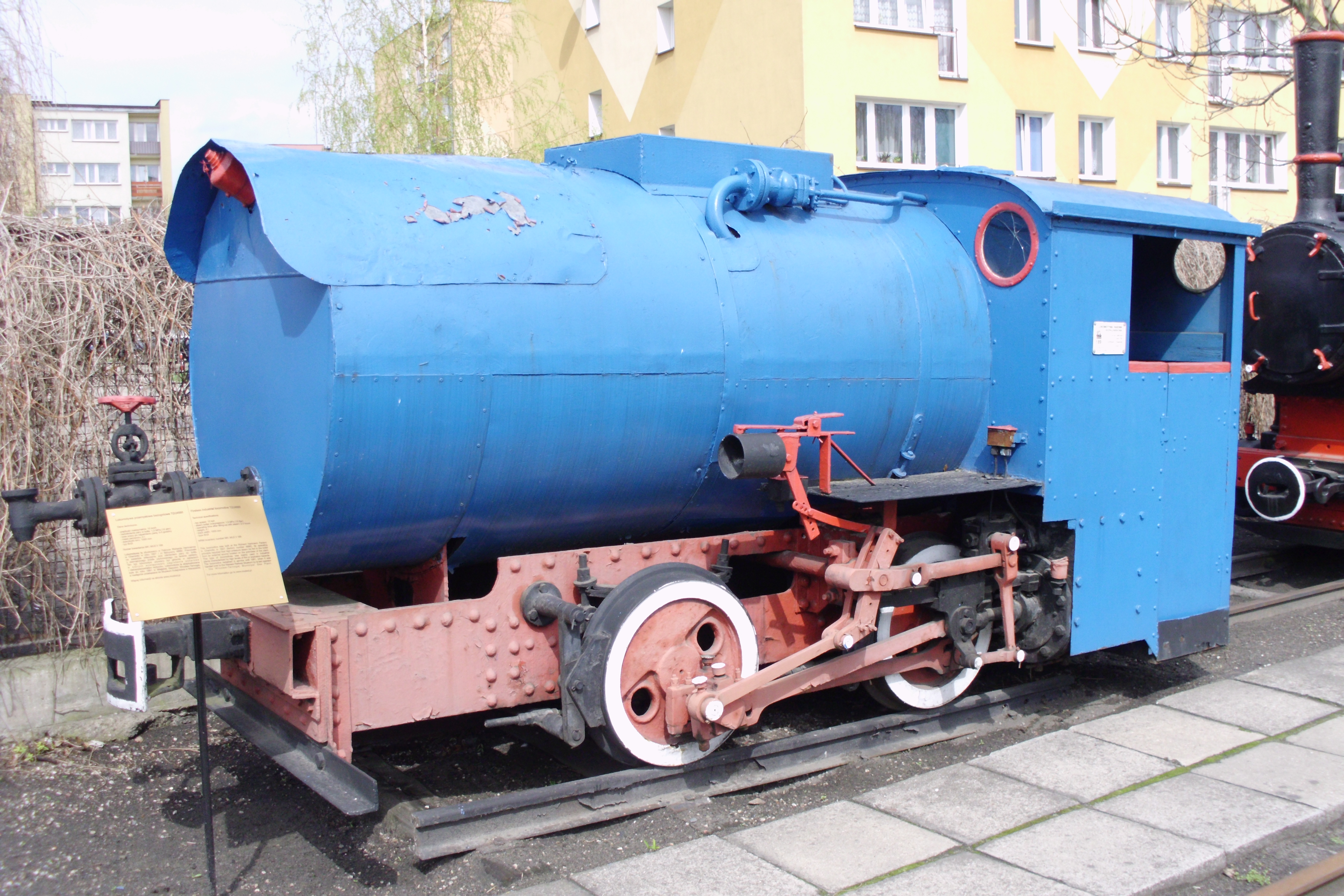
Parowóz bezogniowy